# Strychnos talbotiae
Strychnos talbotiae är en tvåhjärtbladig växtart som beskrevs av Spencer Le Marchant Moore. Strychnos talbotiae ingår i släktet Strychnos och familjen Loganiaceae. Inga underarter finns listade i Catalogue of Life.